# Comuna Vilne, Apostolove
Vilne (în ucraineană Вільне) este o comună în raionul Apostolove, regiunea Dnipropetrovsk, Ucraina, formată din satele Ielizavetpillea, Pameat Illicea, Veseli Ciumakî și Vilne (reședința).

## Demografie
Componența lingvistică a satului Vilne
     Ucraineană (93,5%)
     Rusă (5,25%)
     Alte limbi (1,04%)
Conform recensământului din 2001, majoritatea populației satului Vilne era vorbitoare de ucraineană (93,5%), existând în minoritate și vorbitori de rusă (5,25%).